# Accident aérien de Tchouhouïv
L' Accident aérien de Tchouhouïv eut lieu lors d'un transport militaire d'entrainement de Base aérienne de Tchouhouïv en Ukraine ; l'avion appartenait à la 203e brigade école d'aviation (A4104).
Le vol était un vol d'entrainement des cadets de l'école d'aviation Ivan Kojedoub qui enchaînait les atterrissages et décollages. L'avion s'écrase à côté de l'autoroute M03 en touchant un véhicule. Vingt-six des vingt cadets et sept officiers succombèrent des suites de l'accident.

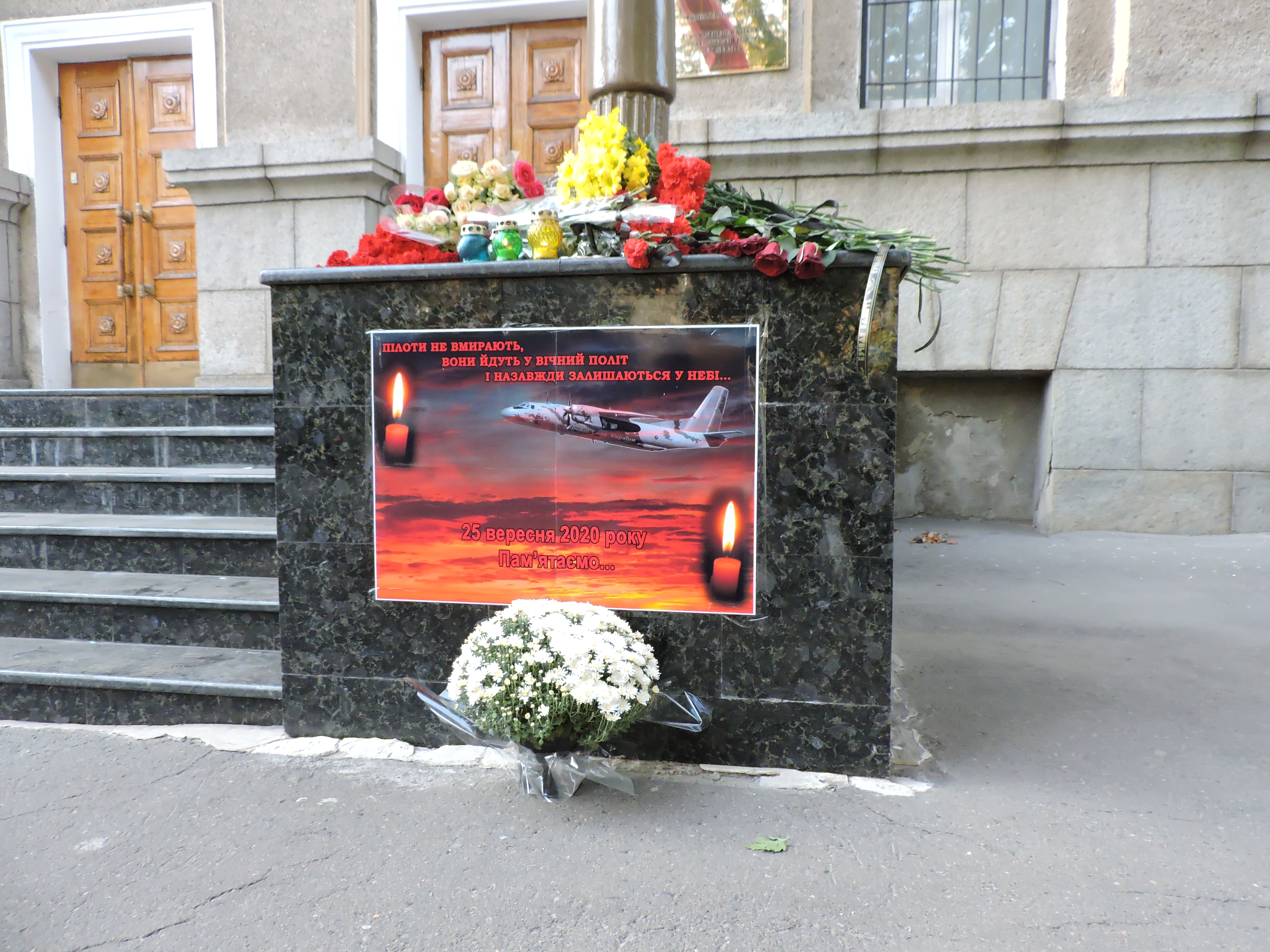
Mémorial aux victimes de l'accident, Université nationale de la Force aérienne Ivan Kojedoub.